# 종이 가방

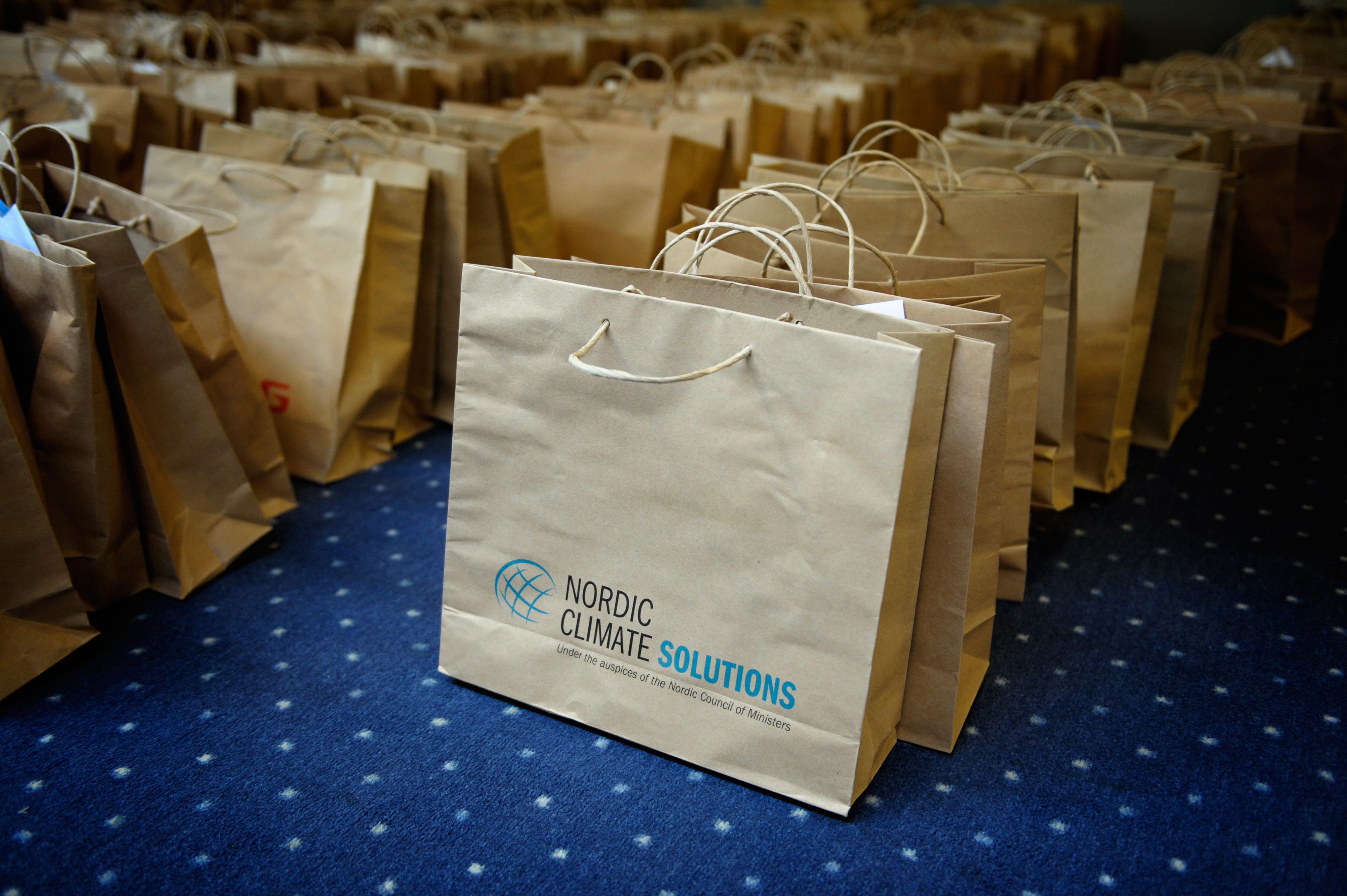
크래프트 종이 가방

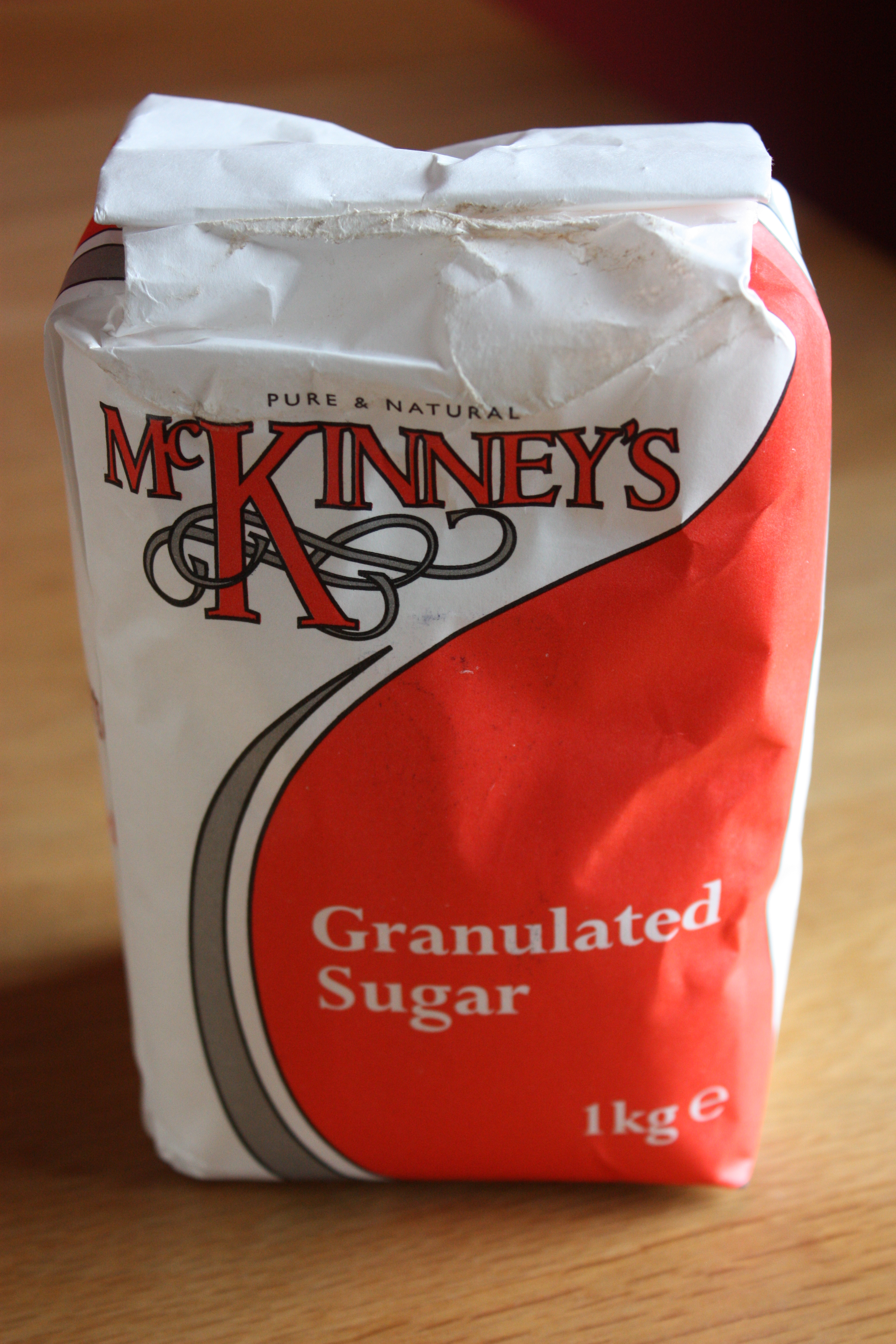
설탕 종이 가방

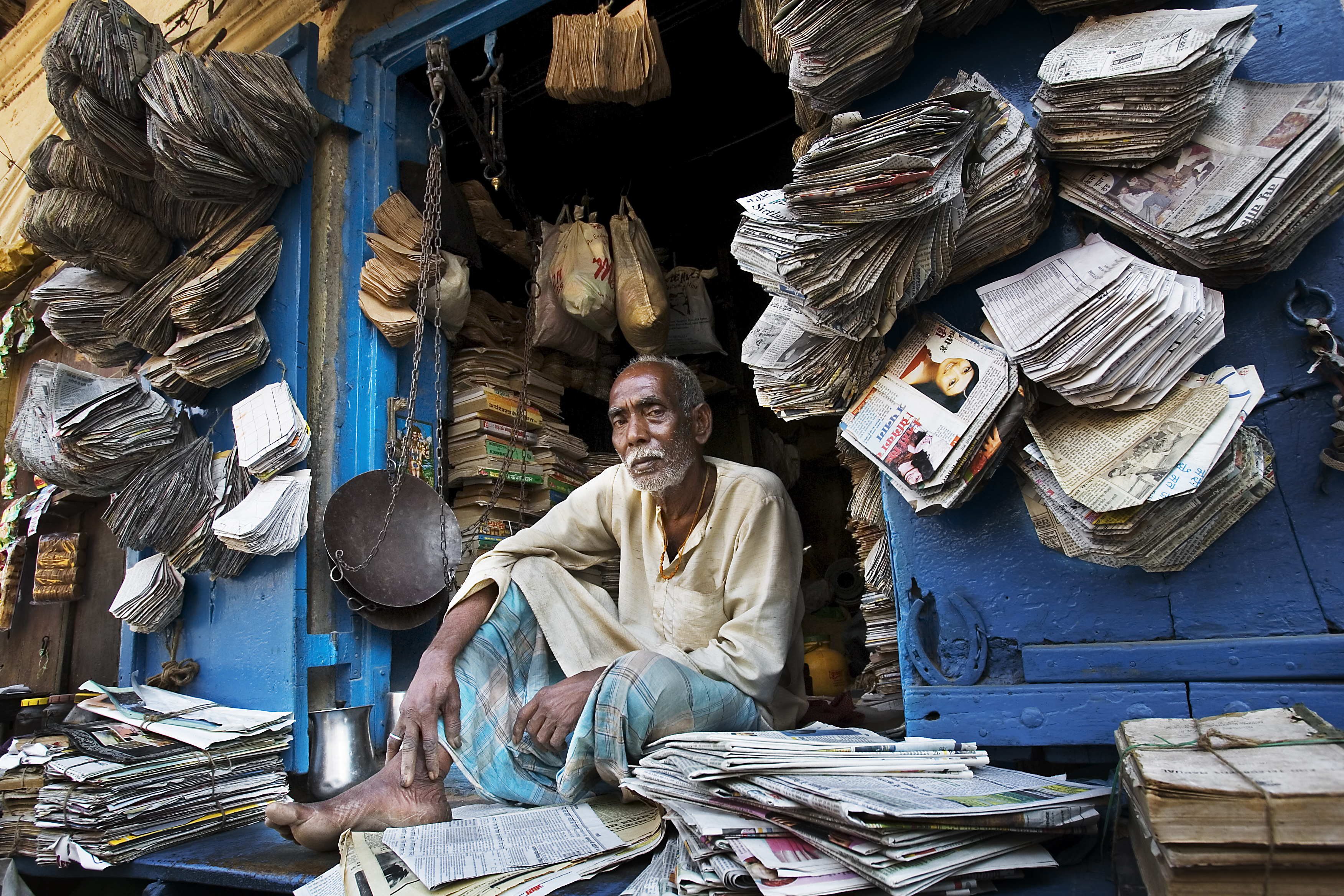
인도의 재사용된 신문지로 만든 전통적인 종이 가방.

종이 가방은 종이로 만들어진 가방의 통칭이다.

## 역사
1852년 학교 교사 Francis Wolle는 종이 가방을 대량 생산하는 최초의 기계를 발명하였다.